# Phillip von Normann
Georg Karl Phillip Theodor von Normann (Halle, 23 de fevereiro de 1818 — Porto Alegre, maio de 1862) foi um arquiteto alemão que realizou diversas obras no Rio Grande do Sul.
Filho de Karl Wilhelm von Normann e Wlihelmine Wichmann, iniciou sua vida profissional trabalhando na construção da estrada de ferro da mina de carvão de Höganäs, onde conheceu sua mulher, Maria Albström, com quem se casou em 12 de setembro de 1844, em Nova Friburgo, em 12 de setembro de 1844.
Chegou em Porto Alegre, em 1848, com dois irmãos, Axel Friedrich Wilhelm e Gustav Adolf, destinado a ser colono em  Santa Cruz do Sul, porém logo foi contratado para administrar a compra e distribuição de ferramentas aos colonos. No mesmo ano foi encarregado de desenhar um mapa do Rio Grande do Sul, o qual não concluiu. Em 1849 foi contratado para refazer o projeto do Theatro São Pedro, assumindo um cargo na secretaria de obras públicas. Nesta função projetou e executou diversas obras pelo estado: o Liceu Dom Afonso, com Friedrich Heydtmann, a câmara municipal de Porto Alegre, concluiu a Igreja Menino Deus, a Casa de Caridade e a cadeia de Rio Grande, a casa da câmara de Jaguarão.
Fiscalizou diversas obras pelo interior do estado na década de 1850, alternando seu trabalho com o de Friedrich Heydtmann. Em 1858 foi demitido em função da lei n. 12 de 1857 que obrigava a demissão de todos os estrangeiros de cargos públicos. Entrou em sérias dificuldades financeiras por causa de empréstimos feitos para futuros projetos, seus inúmeros apelos pela recontratação foram ignorados e a dívida executada no mesmo ano. Conseguiu um emprego de cartógrafo, casou novamente, com Margarida de Sá Brito, mas o casamento não trouxe alento, entregou-se à bebida, sendo demitido do cargo no ano seguinte. Retornou para Santa Maria da Boca do Monte, onde foi encarregado da construção do cemitério, sem conseguir terminar. É então contratado como desenhista pelo governo, porém falta continuamente ao trabalho e falece em maio de 1862.